# Mariam Hage
Mariam Hage (* 1992 in Wien) ist eine österreichische Schauspielerin.

## Leben
Mariam Hage wuchs als Tochter einer Serbin und eines Libanesen in Wien auf.
Nach ihrer Matura begann sie das Doppelstudium der Geschichte und Philosophie an der Universität Wien. Von 2015 bis 2017 studierte sie Schauspiel an der Schauspielschule Krauss. Sie wirkte in zahlreichen Kurzfilmen (z. B. ADAM & ESRA von Achmed Abdel-Salam, Filmakademie Wien) und in verschiedenen Theaterproduktionen mit.
Von April 2017 bis August 2017 drehte sie für das achtteilige Familiendrama Trakehnerblut, der ersten von ServusTV produzierten fiktionalen Serie, in welcher sie die Hauptrolle der Paula, der unkonventionellen und warmherzigen besten Freundin von Alexandra Winkler (Julia Franz Richter), verkörpert.
In der Tatort-Folge Azra, der im Mai 2023 erstmals im deutschen, österreichischen und Schweizer Fernsehen gesendet wurde, spielte sie die gleichnamige Titelrolle.

## Filmografie (Auswahl)
- 2015: Wienerland – The Series (Webserie, Regie: Jan Woletz, Stefan Polasek)
- 2016: Adam & Esra (Kurzfilm, Regie: Achmed Abdel-Salam)
- 2017: Trakehnerblut (Regie: Andreas Herzog, Christopher Schier)
- 2020: Alle Nadeln an der Tanne (Fernsehfilm)
- 2021: Stadtkomödie – Die Lederhosenaffäre (Fernsehreihe)
- 2022: SOKO Linz – Schöpfung 2.0 (Fernsehserie)
- 2022: Der Alte – Folge 448: Tod am Kliff
- 2023: Tatort: Azra
- 2023: Landkrimi – Steirerschuld (Fernsehreihe)
- 2023: 15 Jahre
- 2023: Eine Billion Dollar (Fernsehserie)
- 2023: SOKO Donau (Fernsehserie, Folge In Schönheit sterben)
- 2023: Die Chefin (Fernsehserie, Folge Die Konsequenz)
- 2024: Biester (Fernsehserie)
- 2024: Push (Fernsehserie)
- 2024: Die Fälle der Gerti B. (Fernsehserie)